# Michela Pace
Michela Pace (Gozo, 2001. január 25. –) máltai énekesnő, aki Chameleon című dalával képviselte Máltát a 2019-es Eurovíziós Dalfesztiválon Tel-Avivban.

## Élete
2019-ben Michela rész vett a legelső máltai X Factorban, melyet később meg is nyert, így ő képviselte hazáját a 2019-es Eurovíziós Dalfesztiválon. Nyereménye az Eurovíziós Dalfesztiválon való részvétel mellett egy szerződés volt a Sony Music Italy-hez.